# اصول عقلانی

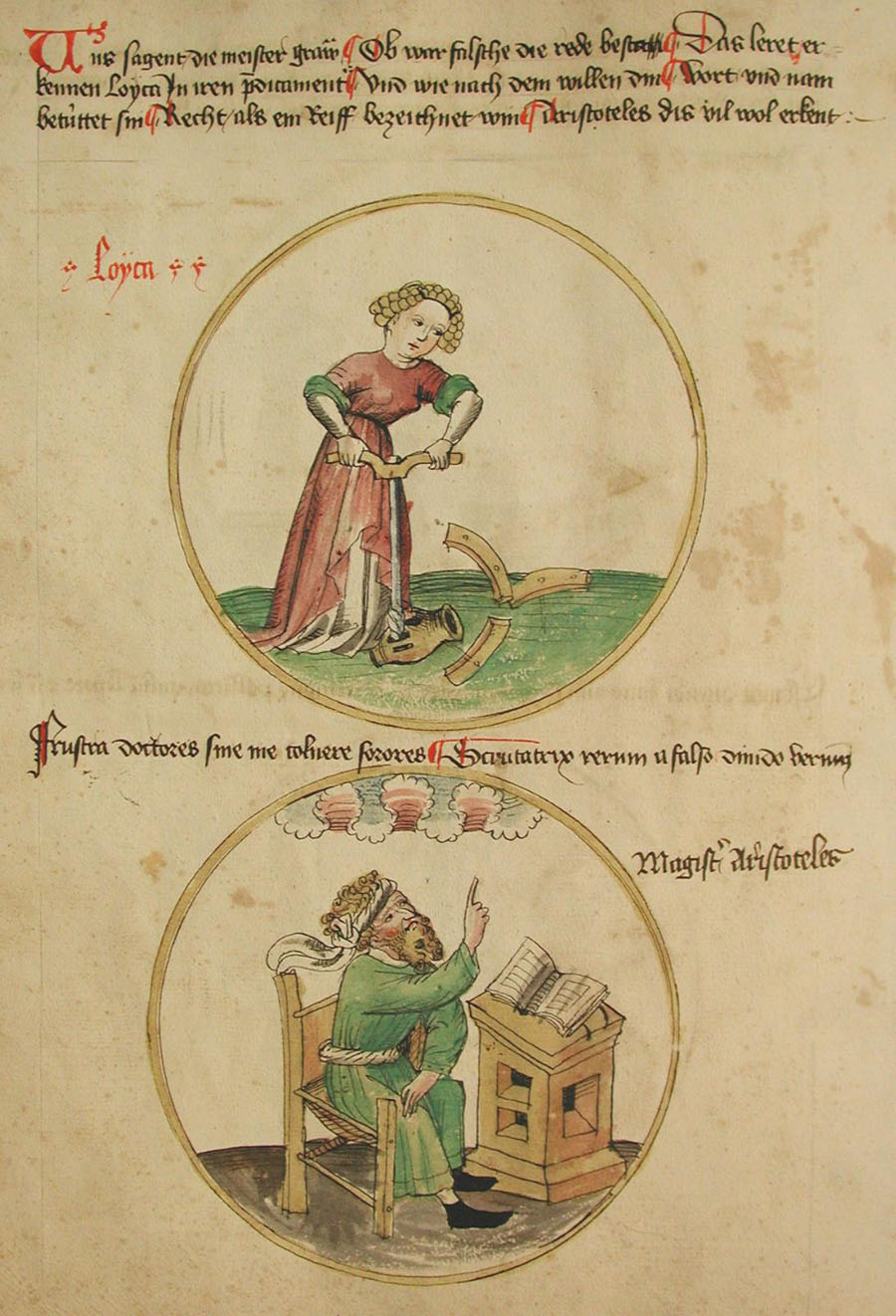
اصول عقلانی

اصول عقلانی (عقلانی (عَ) [ع .] (ص نسب) منسوب و مربوط به عقل.)(مبادی عقلی)(به انگلیسی: Laws of thougt) معرفت ما را نظم و ترتیب و افعال عقل را در بحث از حقیقت انسجام می‌بخشد. این اصول بر دو قسم است:
1. اول اصل این همانی و مشتقات آن از قبیل اصل تناقض و اصل طرد ثالث.
2. دوم اصل سبب کافی و مشتقات آن مثل اصل علیّت، اصل حتمیت یا جبر علمی، اصل غایت یا غائیت واصل جوهر.

این اصول، همچون ارکانی است که متضمن ارتباط منطقی بین حدود برهان است. بطوری که لایب نیتس گفته‌است: این اصول برای برهان ضروری است، مانند عضلات و رشته‌های اعصاب که برای راه رفتن ضروری است. پس برای فیلسوف کافی نیست که فقط به تحقیق در افعال مختلفی بپردازد که نمایانگر کوشش عقلانی انسان است، بلکه او باید قوانینی را که به این افعال نظم و ترتیب می‌دهد نیز مورد تحقیق قرار دهد. این قوانین همان اصول عقلانی یا اصول توجیه‌کننده معرفت است. این اصول دارای سه صفت اساسی است که موجب تمایز آنها از حقایق دیگر می‌شود:
1. صفت کلیت یعنی برای هر عقلی وجود دارند و بر هر چیزی منطبق می‌شوند.
2. صفت ضرورت به این معنی که عقل نمی‌تواند اصول مناقض آنها را درک کند.
3. فطری بودن و پیشینی بودن و بدیهی بودن آنها.[۲]

توماس آکویناس، از پیشگامان نهضت نوزایی اول اروپا و الهام بخش اندیشمندانی است که به ظهور عقلانیت مدرن یاری رساندند؛ و بهره‌گیری آواز نظریه عقل ارسطو، و عقل را فرع بر ایمان و وحی دانستن، مهم ارزیابی شده‌است.